# Liste der Biografien/Zaa
Liste der Biografien |
Portal Biografien |
Personensuche
# |
A |
B |
C |
D |
E |
F |
G |
H |
I |
J |
K |
L |
M |
N |
O |
P |
Q |
R |
S |
T |
U |
V |
W |
X |
Y |
Z |
?
 
Za |
Zb |
Zc |
Zd |
Ze |
Zf |
Zg |
Zh |
Zi |
Zj |
Zk |
Zl |
Zm |
Zn |
Zo |
Zr |
Zs |
Zu |
Zv |
Zw |
Zy |
Zz
 
Zaa |
Zab |
Zac |
Zad |
Zae |
Zaf |
Zag |
Zah |
Zai |
Zaj |
Zak |
Zal |
Zam |
Zan |
Zao |
Zap |
Zaq |
Zar |
Zas |
Zat |
Zau |
Zav |
Zaw |
Zax |
Zay |
Zaz
Die Liste der Biografien führt alle Personen auf, die in der deutschsprachigen Wikipedia einen Artikel haben. Dieses ist eine Teilliste mit 19 Einträgen von Personen, deren Namen mit den Buchstaben „Zaa“ beginnt.

## Zaa

### Zaab
- Zaabia, Mohamed (* 1989), libyscher Fußballspieler

### Zaad
- Zaadi, Grâce (* 1993), französische Handballspielerin

### Zaaf
- Zaaf, Abdel-Kader (1917–1986), französisch-algerischer Radrennfahrer
- Zaáf, Tahar (* 1944), algerischer Radrennfahrer
- Zaafarani, Sara (* 1963), tunesische Ingenieurin und Politikerin

### Zaai
- Zaaijer, Johannes Henricus (1876–1932), niederländischer Mediziner
- Zaaijer, Teunis (1837–1902), niederländischer Mediziner

### Zaal
- Zaal, Timo (* 2004), niederländischer Fußballspieler

### Zaam
- Zaamwani-Kamwi, Inge (* 1958), namibische Geschäftsfrau und Politikerin (SWAPO)

### Zaan
- Zaane, Josephine van (* 1993), dänische Badmintonspielerin
- Zaanen, Adriaan Cornelis (1913–2003), niederländischer Mathematiker
- Zaanen, Jan (1957–2024), niederländischer Physiker

### Zaar
- Zaar, August Leo (1860–1911), deutscher Architekt
- Zaar, Carl (1849–1924), deutscher Architekt
- Zaar, Heinrich (1847–1904), deutscher Architekt, Militärbaumeister und Geheimer Baurat
- Zaar, Heinrich (* 1875), deutscher Architekt und Baubeamter
- Zaar, Lisa (* 2000), schwedische Tennisspielerin

### Zaat
- Zaatari, Akram (* 1966), libanesischer Ausstellungskurator, Installations- und Videokünstler

### Zaay
- Zaayenga, Berend Carsjen (1890–1952), deutscher Politiker